# Hamaca (ecología)

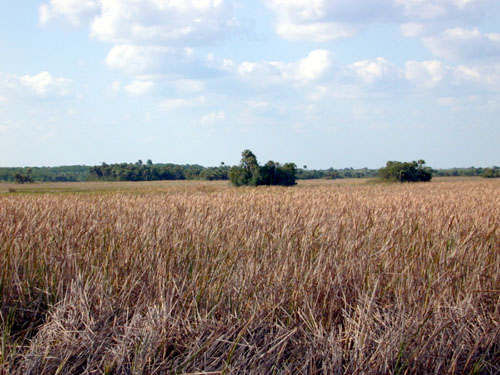
Hamacas creciendo en un pantano de Florida.

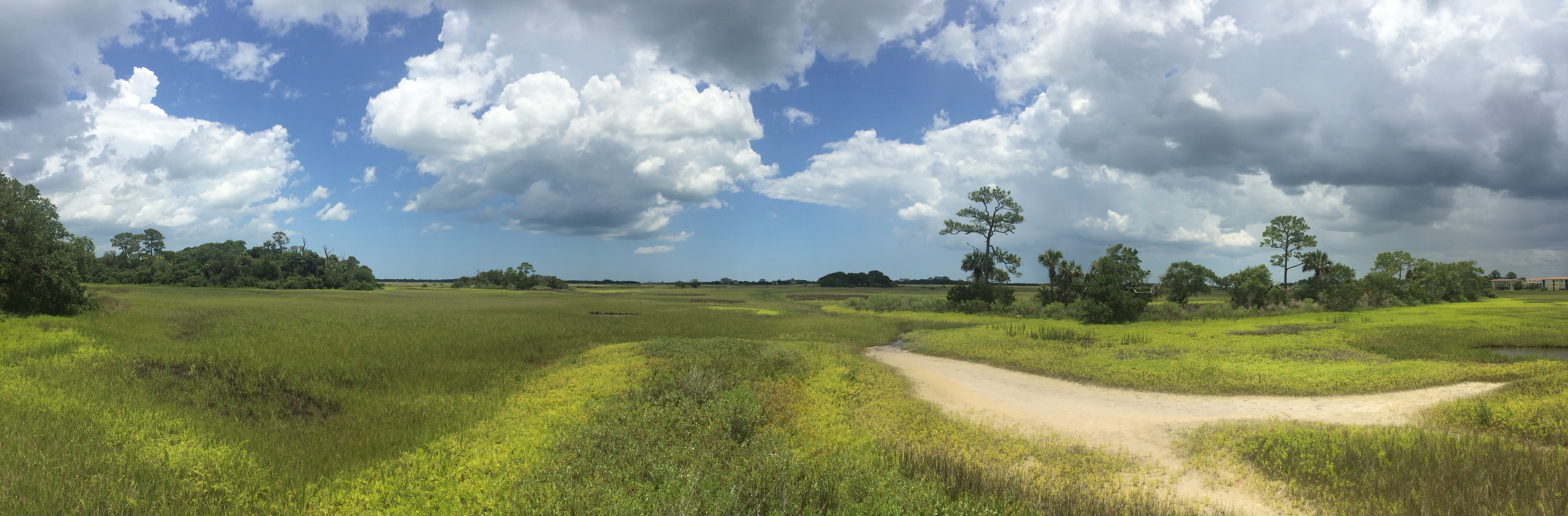
Fort Mose fue construido sobre una hamaca cerca de San Agustín, Florida.

Las hamacas son bosques de árboles de hoja perenne y palmeras bien desarrollados que crecen en suelos que rara vez se inundan. "Hammock" en su traducción hamaca es un término utilizado en el sureste de los Estados Unidos para designar grupos de árboles, generalmente de madera dura, que forman una isla ecológica en un ecosistema contrastante. Las hamacas crecen en áreas elevadas, a menudo de sólo unos centímetros de altura, rodeadas de humedales que son demasiado húmedos para sostenerlas. El término hamaca también se aplica a rodales de árboles de madera dura que crecen en laderas entre humedales y tierras altas más secas que sostienen un bosque mixto o de coníferas . Los tipos de hamacas que se encuentran en los Estados Unidos incluyen hamacas de madera dura tropical, hamacas de madera dura templada y hamacas marítimas o costeras. Las hamacas también suelen clasificarse como hídricas (suelo húmedo), mésicas (suelo húmedo) o xéricas (suelo seco). Los tipos no son excluyentes, sino que a menudo se van integrando entre sí.
A diferencia de muchos ecosistemas de la llanura costera del sureste de los Estados Unidos, las hamacas son ecosistemas que no toleran el fuego. Estos bosques tienden a desarrollarse en áreas donde el fuego es poco común o donde los ecosistemas circundantes brindan protección frente a este. Históricamente, las hamacas han emergido en zonas donde la intervención humana ha suprimido los incendios o donde actividades como el dragado, la minería, y la construcción de caminos y calzadas han creado elevaciones sobre los humedales, favoreciendo la formación de estos hábitats. Por otra parte, muchas hamacas han sido destruidas por el desarrollo, ya que a menudo se encuentran en terrenos más altos en lugares deseables, como islas de barrera y otras ubicaciones costeras.
"Hammock" aparece documentado por primera vez en inglés en la década de 1550 como un término náutico para una isla cubierta de árboles (un montículo de árboles) vista en el horizonte. El término se empleo para referirse a las masas de árboles de madera dura de la llanura costera desde Carolina del Norte hasta Mississippi . Los tipos de hamaca descritos en la literatura incluyen:

## Hamacas de madera dura tropical
En los Estados Unidos, las hamacas de madera dura tropical se encuentran en el sur de Florida. Los subtipos de hamacas en el sur de Florida incluyen: hamacas rocosas en Miami Rock Ridge y en Big Cypress National Preserve, hamacas rocosas en los Cayos de Florida, hamacas de bermas costeras en los Cayos de Florida y a lo largo de la costa norte de la Bahía de Florida, hamacas de islas de árboles en los Everglades, hamacas de montículos de conchas, hamacas costeras de rocas estériles en los Cayos de Florida y hamacas de sumideros en Miami Rock Ridge.
Los árboles que conforman el dosel de las hamacas de madera dura tropicales más al sur de Florida son predominantemente especies de las Indias Occidentales. Entre estas especies, el roble vivo del sur (Quercus virginiana) se destaca como la única especie de madera dura templada que se encuentra regularmente en estos ecosistemas. Este roble, conocido por su resistencia y longevidad, juega un papel clave en la estructura de las hamacas, aportando estabilidad y diversidad a estas áreas de bosque. Las hamacas a lo largo de la costa este de Florida hasta el norte de Cabo Cañaveral, y a lo largo de la costa oeste de Florida hasta el norte de la desembocadura del Río Manatee en la bahía de Tampa, incluyen especies de las Indias Occidentales como árboles de dosel, pero con un número cada vez mayor de especies templadas a medida que aumenta la latitud, de modo que las hamacas de madera dura tropical se clasifican en hamacas de madera dura templada.
Las hamacas de las islas arbóreas en los Everglades son formaciones características en las que los árboles crecen sobre islas de forma alargada, casi en forma de lágrima, formadas por el flujo de agua dentro de los pantanos. Estas islas surgen debido a la acumulación de sedimentos y materia orgánica, lo que crea elevaciones suficientes para que las plantas se establezcan por encima del nivel del agua circundante. Este proceso permite la formación de bosques de hamacas, que se convierten en refugios clave para una variedad de especies de flora y fauna.
Muchas especies tropicales, como la caoba (Swietenia mahagoni), el gumbo limbo (Bursera simaruba) y el cocoplum (Chrysobalanus icaco) crecen junto a las especies templadas más conocidas del roble vivo del sur, el arce rojo (Acer rubrum) y el almez (Celtis laevigata).

## Hamacas marítimas
Las hamacas marítimas, también conocidas como bosques marítimos o hamacas costeras, se encuentran en dunas de arena estables alejadas de la playa, en islas barrera y en pequeñas islas en marismas. Se encuentran presencia de este ecosistema a lo largo de la costa atlántica y la costa del Golfo de los Estados Unidos. Algunas autoridades clasifican las hamacas costeras como hamacas hídricas.

## Hamacas de madera dura templada
Las hamacas de madera dura templada son franjas estrechas de bosque de hoja ancha que se encuentran en la llanura costera del sureste de los Estados Unidos. En la mayor parte del sureste de los Estados Unidos, incluida la zona noroeste de Florida, los árboles de las zonas de madera dura templada son principalmente de hoja perenne. Estos bosques están dominados por especies que mantienen sus hojas durante todo el año, a diferencia de los árboles caducifolios que pierden sus hojas en otoño. En las zonas de madera dura templada de Florida, algunas especies comunes de árboles perennes incluyen el roble vivo del sur (Quercus virginiana) y los pinos, como el pino de hojas largas (Pinus palustris), que están adaptados para sobrevivir en las condiciones climáticas de la región.
Los árboles perennes juegan un papel crucial en estos ecosistemas, ya que mantienen una cobertura y fuentes de alimento durante todo el año, lo que apoya la biodiversidad en las distintas estaciones. Además, estas especies están especialmente adaptadas para lidiar con las condiciones ambientales fluctuantes de la región, incluidos los períodos de sequía y las estaciones húmedas.
Las hamacas de madera dura en la península del norte de Florida tienen una mezcla de árboles caducifolios y perennes, y las hamacas de madera dura en el sur de Florida al norte de los Everglades tienen una mezcla de árboles perennes y tropicales.

### Hamacas hídricas
Las hamacas hídricas, también conocidas como hamacas bajas, hamacas de madera dura de humedales o hamacas de roble de tierras bajas, se desarrollan en suelos con drenaje deficiente o en áreas donde los niveles freáticos son elevados, lo que las hace susceptibles a inundaciones ocasionales. Estos ecosistemas suelen encontrarse en zonas de humedales, donde las condiciones de saturación del suelo favorecen la proliferación de especies vegetales adaptadas a ambientes inundados, como el roble de tierras bajas y otras especies de maderas duras. Generalmente se encuentran en pendientes suaves justo encima de pantanos, marismas o praderas húmedas. Las hamacas hídricas se encuentran en lugares dispersos en Florida al norte del lago Okeechobee, con concentraciones a lo largo del alto río St. Johns, la costa atlántica del noreste de Florida y particularmente a lo largo de la sección Big Bend de la costa del Golfo de Florida, desde Aripeka hasta St. Marks .

### Hamacas mesic
Las hamacas mesic son hamacas de las costas del sureste de los Estados Unidos y de toda la península de Florida que crecen en suelos que rara vez se inundan. Se compone principalmente de maderas duras de hoja perenne y palmeras repollo. El roble vivo del sur es el árbol más común en las hamacas mesic. Otros árboles que se encuentran comúnmente en las hamacas mesicas incluyen la magnolia del sur, el nogal americano, el roble de agua y el roble laurel. Algunos de esos árboles son menos frecuentes o están ausentes en el sur de Florida (desde aproximadamente el lago Okeechobee hacia el sur), donde se pueden encontrar especies tropicales, como el gumbo limbo y el satinleaf. El suelo de las hamacas mesicas está bien drenado y rara vez se inunda, pero permanece húmedo debido a la sombra del dosel y la abundante hojarasca que suele haber en ellas.

### Hamacas xerófilas
Las hamacas xerófilas, también conocidas como bosques xéricos o hamacas de arena, se desarrollan en suelos arenosos bien drenados, como las antiguas dunas de arena, que ofrecen cierta protección natural contra el fuego. Este tipo de hábitat se caracteriza por la presencia de vegetación adaptada a condiciones de sequedad, y su localización en áreas con baja humedad del suelo favorece la supervivencia de especies vegetales que requieren menos agua, como ciertos tipos de roble. La protección contra el fuego es crucial, ya que estas áreas tienden a sufrir menos incendios debido a las características del terreno y la vegetación resistente a las llamas.
Las hamacas xerófilas se caracterizan por el roble vivo de arena (Quercus geminata) y la palma enana americana (Serenoa repens). Las hamacas xéricas pueden desarrollarse a partir de comunidades de matorrales o de dunas de arena. Las hamacas derivadas de matorrales generalmente incluyen el roble mirto (Quercus myrtifolia) y el roble de Chapman (Quercus chapmanii), mientras que las hamacas derivadas de los matorrales de arena incluyen el roble pavo (Quercus laevis) y el roble azul (Quercus incana). Las hamacas xerófilas requieren protección a largo plazo contra el fuego para desarrollarse, pero una vez establecidas, son algo resistentes al fuego. El roble de arena y el roble mirto se reproducen por clonación y, si se les permite establecerse, pueden volver a crecer a partir de las raíces si la hamaca se quema.

### Hamacas de pradera
Las hamacas de pradera son un subtipo de hamacas hídricas y mesicas compuestas principalmente por palmeras repollo y robles vivos. Se encuentran en el centro y sur de Florida, en praderas y llanuras aluviales, en diques de ríos y en laderas entre tierras altas secas y humedales.

### Cúpulas de roble
Las cúpulas de roble, también conocidas como hamacas de roble, se desarrollan en pequeñas formaciones ubicadas en depresiones poco profundas o colinas suaves. Estas áreas suelen estar formadas por suelos más elevados y bien drenados en comparación con su entorno circundante, lo que les permite albergar una vegetación más densa y diversa. Las cúpulas de roble se destacan por su capacidad para resistir las condiciones de humedad y por crear microhábitats únicos que favorecen la supervivencia de especies específicas de árboles y plantas, como el roble vivo y otros miembros de la familia de las lauráceas. Están formadas por densas masas de robles perennes y se distinguen de sus hábitats circundantes, que suelen ser bosques dominados por pinos de hoja larga.

## Lectura adicional
- Una caracterización ecológica de las islas costeras Hammock en Carolina del Sur - Sitio accedido el 18 de junio de 2018